# Ervin Kováts
Pour les articles homonymes, voir Kovats.
Ervin sz. Kováts (29 septembre 1927, Budapest - 7 juin 2012, Morges) est un chimiste hongrois ayant longtemps vécu en Suisse. Il est notamment connu pour ses travaux en chromatographie qui ont mené à la création de l'indice de rétention de Kováts.

## Biographie
Ervin sz. Kováts est né à Budapest le 29 septembre 1927. Il étudie à l'Université polytechnique de Budapest, dont il sort diplômé en chimie en 1949. Il émigre alors en Suisse où il soutient sa thèse de doctorat en 1953 à l'École polytechnique fédérale de Zurich sous la direction de Hans Günthardt. Il continue pendant deux ans ses travaux sur la catalyse hétérogène, puis se laisse persuader par Lavoslav Ružička d'étudier les méthodes physico-chimiques d'analyse des huiles essentielles. C'est au cours de ses recherches sur la chromatographie gazeuse qu'il développe le système des indices de rétention. Il poursuit sa carrière au laboratoire de chimie organique, à Zurich, jusqu'en 1967, où il déménage à l'École polytechnique fédérale de Lausanne. Il y est professeur de 1968 à sa retraite en 1994. Après son départ de l'École polytechnique fédérale de Lausanne, il devient professeur associé de l'université de Veszprém, en Hongrie, où il dirige des recherches sur la chromatographie d'échange ionique.
Il meurt en Suisse le 7 juin 2012.

## Reconnaissance
Ervin sz. Kováts est le récipiendaire de nombreux honneurs : 
- 1968 : Prix A.J.P. Martin de la Société chromatographique britannique.
- 1977 : Médaille M.S. Tswett du Symposium international sur les avancées en chromatographie ;
- 1978 : Médaille commémorative du Conseil scientifique sur la chromatographie de l'Union soviétique ;
- 1986 : Martin Award of the Chromatographic Society
- 1986 : Médaille d'honneur de l'Université des Sciences Techniques et Économiques de Budapest
- 1987 : Médaille d'honneur de l'université d'Helsinki
- 2004 : Médaille Halász